# MultiMedia Card

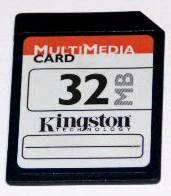
Targeta MMC.

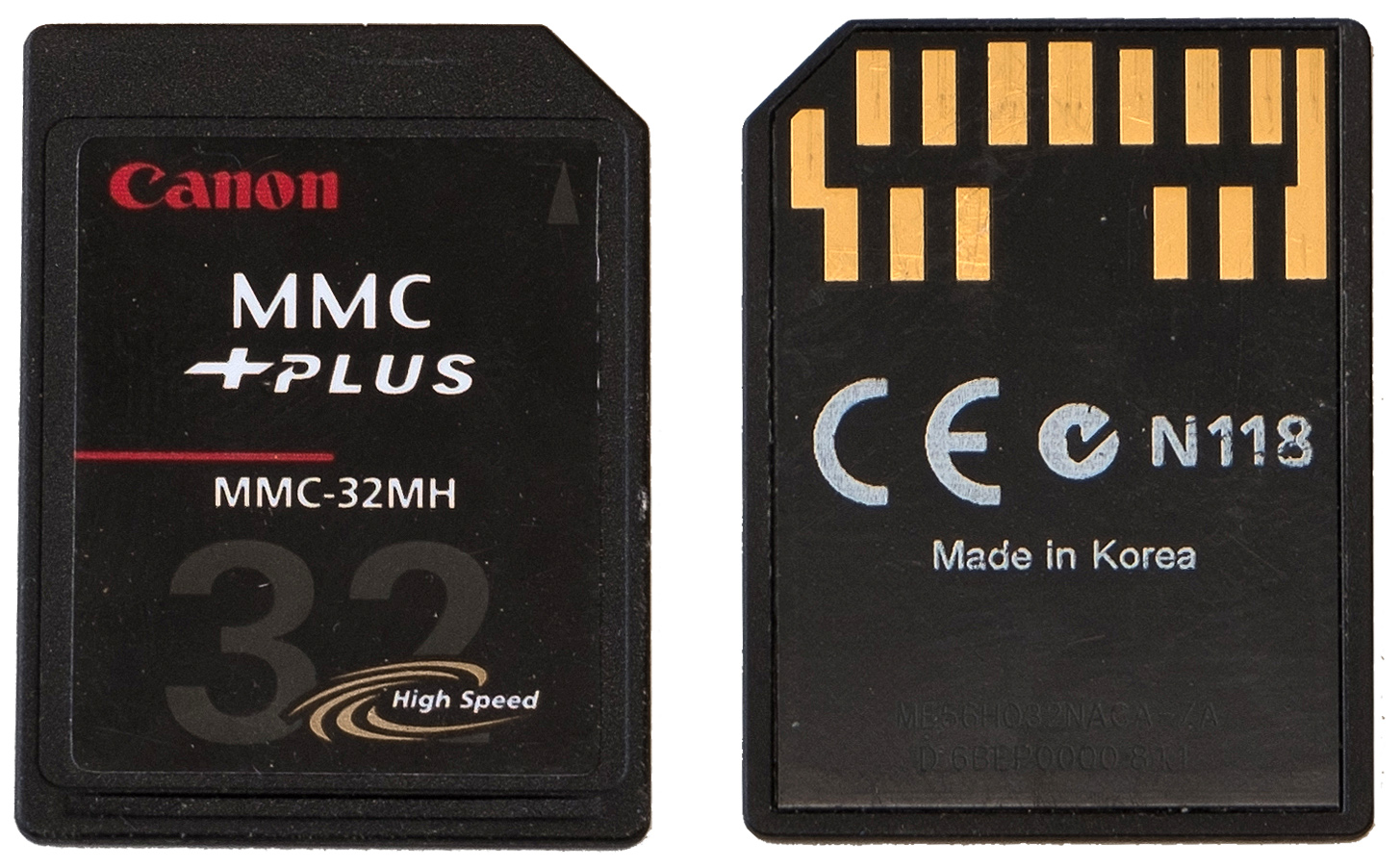
MMC High Speed 32 MB

 MultiMediaCard  o  MMC  és un estàndard de targeta de memòria. Pràcticament igual a la SD, no té la pestanya de seguretat que evita sobreescriure la informació gravada. La seva forma està inspirada en l'aspecte dels antics disquets de 3,5 polzades. Actualment ofereix una capacitat màxima de 128GB, amb una velocitat d'escriptura i lectura de més de 30 Mb/s.
Presentada el 1997 per Siemens AG i SanDisk, es basa en la memòria flash de Toshiba base NAND, i per això és més petita que sistemes anteriors basats en una memòria flash d'Intel base NOR, tal com la CompactFlash. MMC té la mida d'un segell de correus: 24 mm x 32 mm x 1,4 mm. Originalment feia servir una interfície sèrie d'1 bit, però versions recents de l'especificació permet transferències de 4 o de vegades fins i tot 8 bits d'una vegada. Han estat més o menys substituïdes per les Secure Digital (SD), però segueixen tenint un ús important perquè les MMCs poden usar-se en la majoria d'aparells que suporten targetes SD (són pràcticament iguals), i pot retirar-se fàcilment per llegir-se en un PC.
Les MMC estan actualment disponibles en capacitats de fins a 128 GB, i s'han anunciat futurs models de 256 GB. Es fan servir en gairebé qualsevol context on es facin servir targetes de memòria, com ara telèfons mòbils, reproductors d'àudio digital, càmeres digitals i PDAs. Des de la introducció de la targeta Secure Digital i la ranura SDIO (Secure Digital Input/Output), poques companyies fabriquen ranures MMC en els seus dispositius, però les MMCs, lleugerament més primes i de pins compatibles, es poden fer servir en gairebé qualsevol dispositiu que suporti targetes SD si ho fa el seu programari/microprogramari.

## Estàndard obert
Aquesta tecnologia és un estàndard disponible per a qualsevol companyia que vulgui desenvolupar productes basats en ella. Les especificacions no són gratis: s'han de comprar a la MMC Association, que imposa considerables restriccions sobre com es poden usar les especificacions.

## Variants

### Reduced-Size MultiMediaCard (RS-MMC)
Introduïda el 2004, és simplement una MMC de dimensions reduïdes: 24 mm × 18 mm × 1.4 mm, que utilitza un simple adaptador mecànic per allargar la targeta, es pot utilitzar en qualsevol ranura MMC o SD. Les  RS-MMCs  estan disponibles actualment en mides de fins a 2 GB.

### Dual-Voltage MultimediaCard (DV-MMC)
Un dels primers canvis substancials en MMC va ser la introducció de targetes de voltatge dual que suporten operacions a 1.8 V a més de 3.3 V. Funcionant a més petit voltatge es redueix la seva despesa d'energia, la qual cosa és important en mòbils. Tot i així, van acabar ràpidament la seva producció en favor de MMC  plus  i MMC  mobile  que ofereixen capacitats addicionals sobre el suport de voltatge dual.

### MMCplusi MMCmobile
Les targetes de mides normal i reduït de la versió 4.x de l'estàndard MMC, es comercialitzen com MMC plus i MMC mobile respectivament.
Introduïdes el 2005, van portar dos canvis molt significatius per a competir amb les targetes SD. Van ser el suport per funcionar a major velocitat (26 MHz, 52 MHz) que l'original MMC (20 MHz) o la SD (25 MHz, 50 MHZ), i la seva amplitud de bus de dades de 4 o 8 bits.
Són totalment retrocompatible amb els lectors existents, però encara que l'ample de bus de 4 bits i les maneres de gran velocitat d'operació són deliberadament compatibles elèctricament amb les SD, el protocol d'inicialització és diferent, per això necessiten actualitzacions de maquinari/programari per a usar les seves noves capacitats en un lector SD.

### MMCmicro
MMC de mida micro: 14 mm × 12 mm × 1.1 mm. Com la MMC mobile, suporta voltatge dual, és retrocompatible amb MMC, i pot usar-se en ranures de mida normal MMC i SD amb un adaptador mecànic. Les MMC micro suporten les opcions d'alta velocitat i bus de 4 bits de les especificacions 4.x, però no el bus de 8 bits, per l'absència de pins extra.
Semblen molt similars a les microSD, però els dos formats no són físicament compatibles i tenen pins irreconciliables.

### MiCard
La MiCard  és una extensió retrocompatible de l'estàndard MMC amb una mida teòric màxim de 2048 GB (2 TB) anunciada el 2007. La targeta es compon de dues parts separables, com una RS-MMC. La targeta més petita encaixa en un port USB, mentre la més gran encaixa en els lectors MMC i SD tradicionals.

### SecureMMC
Una part addicional opcional de l'especificació 4.x d'MMC és un mecanisme DRM pensat per possibilitar a la MMC l'competir amb la SD o Memory Stick en aquesta àrea. Se sap molt poc sobre com funciona Secure MMC o com es comparen les seves característiques DRM a les dels seus competidors.

### Altres
Seagate, Hitachi i altres estan en el procés de presentar Discs Durs SFF amb una interfície anomenada CE-ATA. Això és física i elèctricament compatible amb les especificacions MMC. Tot i així, l'estructura de comandaments ha estat expandida per permetre el controlador host ordenar comandaments ATA per a controlar al disc dur.